# بخش آراریا
بخش آراریا (به انگلیسی: Araria district) یک منطقهٔ مسکونی در هند است که در Purnia division واقع شده‌است. بخش آراریا ۲٬۸۳۰ کیلومتر مربع مساحت و ۲٬۸۱۱٬۵۶۹ نفر جمعیت دارد.